# Beautiful (canção de Mariah Carey)
Título a ser usado para criar uma ligação interna é Beautiful (canção de Mariah Carey).
"#Beautiful" é uma canção da cantora e compositora americana Mariah Carey, gravada com a participação do cantor Miguel para seu décimo quarto álbum de estúdio Me. I Am Mariah... The Elusive Chanteuse. Foi escrita e produzida por Carey e Miguel, ao lado de Nathan Perez e Brooke Davis; Perez também ajudou na produção da canção. Seu lançamento como primeiro single do disco ocorreu em 6 de maio de 2013 através da gravadora Island Records. Trata-se de uma faixa do gênero pop, derivando o estilo R&B e soul. Faz uso de vários instrumentos, notoriamente piano, cordas e teclado.
As críticas após o lançamento da música foram em geral positivas, onde a participação de Miguel foi bastante elogiada. No entanto, o título da canção foi negativado com alguns críticos opinando para ela não colocar mais # nas canções. A canção teve um desempenho considerável nas paradas musicais de diversos países se comparada a singles anteriores. Nos Estados Unidos a canção conseguiu a posição de número 15. Na Austrália, a canção alcançou a sexta posição sendo mais tarde certificada também como disco de platina. A faixa ainda conseguiu se destacar em países como Reino Unido, Espanha, Canadá, Dinamarca, Coreia do Sul entre outros.
Nos Estados Unidos a canção foi classificada como platina dupla, por ter vendido mais de 2 milhões de downloads, sendo o seu décimo-terceiro single a alcançar tal feito.

## Antecedentes

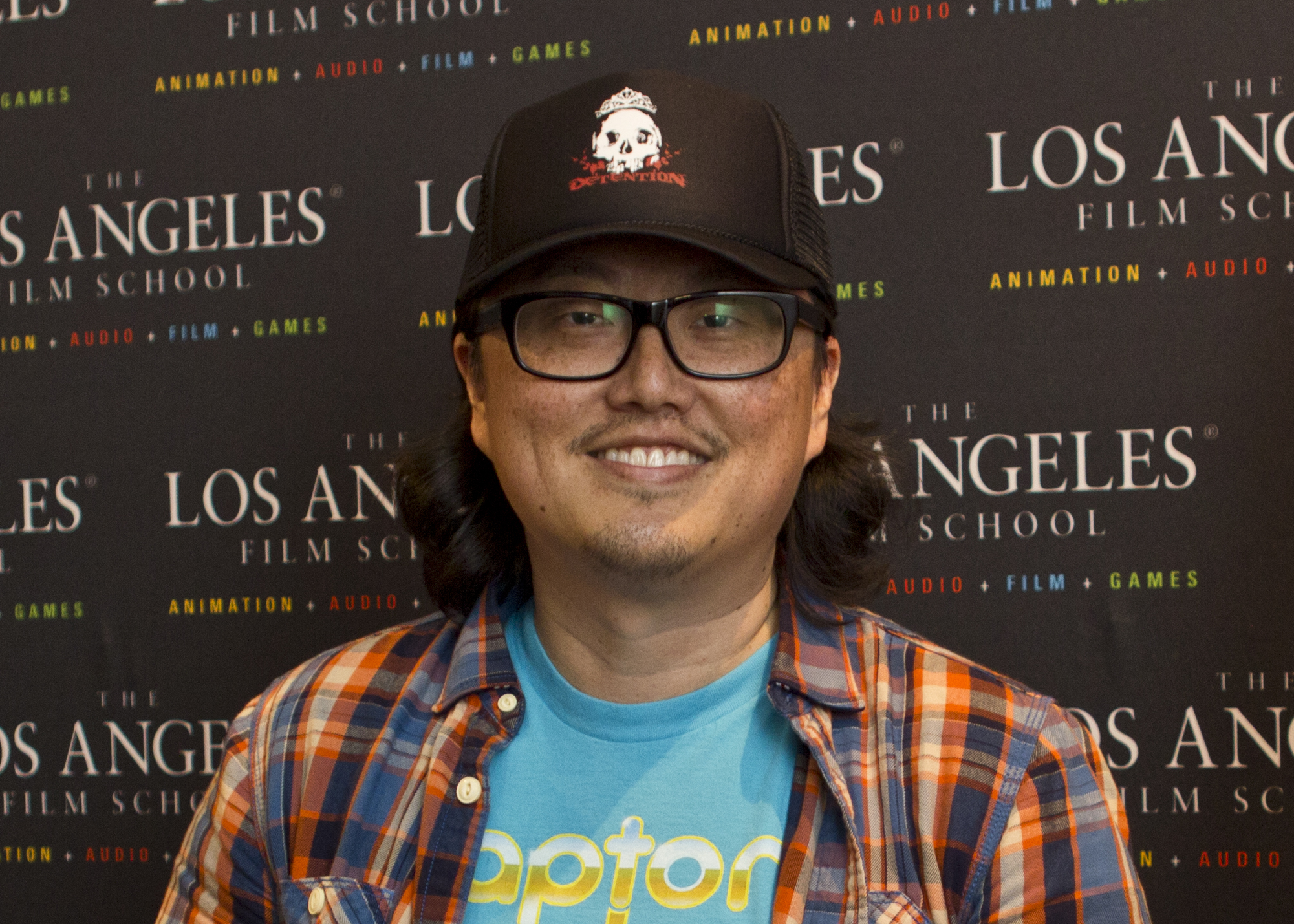
Quando o vídeo da canção ainda estava sendo elaborado, Allison Fletcher postou em seu twitter que estava trabalhando nele junto a Joseph Khan

Mariah Carey já havia revelado em 2012 que estava a trabalhar no próximo em seu próximo álbum de estúdio, sendo o décimo quarto de sua carreira, ela ainda comentou que o proje contaria com Big Jim Wright, Hit-Boy, The-Dream e Rodney Jerkins. Quando perguntado sobre algum tipo de envolvimento com a interprete na música, Miguel respondeu: "Acho que soaria lindo. Seria uma grande justaposição". Os rumores sobre o trabalho entre os dois começou quando a cantora escreveu um em seu twitter sobre a atuação de Miguel no Saturday Night Live, anunciando que havia estado em estúdio com o músico. No dia 18 de abril de 2012, Mariah Carey divulgou que já havia terminado a mistura do single principal do álbum. Dias depois Allison Fletcher revelou também em sua conta no twitter que esteve no set de um vídeo musical, dirigido por Joseph Khan, que envolveu Carey e Miguel. Ele ainda comentou que "não trocaria este trabalho por 1.000 coachellas", o tweet foi apagado logo depois. Após repercutir nas redes sociais, o cantor Miguel revelou em uma entrevista a MTV: "Apaixonei-me por ela quando saiu da piscina, no vídeo 'Honey em 1997'. E eu tenho uma paixão enorme por ela desde então. Por isso, se tivermos oportunidade, com todo o respeito pelo Nick Cannon (marido da cantora), seria excelente. Sinto uma grande paixão por ela, como artista."

"Eu estou sempre à procura de algo que eu não tenha visto antes, algo também que vai fazer impacto usando elementos simples, para que faça as pessoas pensarem um pouco."
— Miguel sobre sua colaboração com Mariah Carey em entrevista para a Billboard.

Depois de tantas especulações sobre o trabalho entre eles, a interprete enviou para sua conta no YouTube um demonstração de 25 segundos, com o título da canção acompanhado pela data de lançamento [05/06/13]. Na imagem presente no vídeo nota-se uma borboleta prateada, e os cabelos da cantora sobre seu rosto, na pequenas amostra pode-se ouvir riffs de guitarra. Ainda demonstra neste teaser a frase: "A nova era começa". A capa do single foi revelada no dia 3 de abril de 2013, a cantora afirmou que a faixa seria lançada no dia 6 do mês seguinte nos Estados Unidos, assim como para o resto do mundo. No dia do lançamento oficial da faixa, a cantora passou por algumas rádios americanas para promover a canção, neste dia foi liberada também a versão completa na conta da cantora no  SoundCloud. Após uma semana de lançamento, Miguel foi novamente entrevistado pela revista Billboard e referindo à cantora comentou: "Ela é tão rápida. A mente dela é extremamente aguçada. Eu não sabia o que esperar dela, e como ia ser a criatividade, mas #Beautiful e a ideia de fazer a canção comigo foi dela. É uma mestra a nível criativo."

## Composição e estilo musical
"#Beautiful" é uma canção do gênero pop rock, derivando o estilo R&B e soul, que dura por um período de 3 minutos e 22 segundos. Grandes vocais de Carey são combinados com o som eclético de rock and roll assinado por Miguel que resulta em "#Beautiful" com uma velha vibração e uma reminiscência da era Stax Records / Motown Records, de acordo com um revisor para The Honesty Hour. De acordo com a partitura publicada pela Universal Music Publishing Group na página da Musicnotes, Inc, a canção possui um metrônomo de 104 batidas por minuto. Ela foi escrita em mi maior e apresenta os vocais de Carey com variações entre as notas si de três oitavas e sol demol de cinco.
A produção da instrumentação é mínima com uma sensação bruta a ela; nenhum dos vocais da cantora sofreu qualquer tipo de edição para melhorar a qualidade tonal. O instrumental da canção começa com uma "guitarra simples e fanhosa"; Brian Mansfield para o USA Today, comparou a abertura com trabalhos de Steve Cropper. A música faz uso de vários instrumentos, notoriamente piano, cordas e teclado. O primeiro verso da canção foi escrito por Miguel, e começa com as letras: "Pule na garupa da minha bicicleta / Deixe o bom vento soprar seu cabelo", que é acompanhada com um arranjo de guitarra minimalista. A primeira vista, não parece soar como se fosse uma canção de Carey, já que os primeiros 90 segundos da faixa é interpretado por Miguel. Carey e Miguel embarcam numa viagem de moto durante a noite, enquanto ele canta sobre a beleza da cantora, como: "No meio da madrugada / Deixe o luar beijar sua pele".

## Remixes
Na segunda semana de junho Mariah Carey anunciou que seriam lançadas cinco remixes da canção. A primeira versão da faixa contou com participação do rapper A$AP Rocky. Ele inicia a canção com os versos: "Não reclame quando eu estiver em casa tarde / um par de lábios soltos e este navio vai afundar / Nem sequer tentar agir como se sua m*rd* não fedesse." O segundo remix tratou-se de uma versão intitula #Beautiful (Spanglish Version) ou #Hermosa em qual ela e Miguel misturaram vocais na língua inglesa e espanhola. Essa foi a terceira vez que Carey realizou versões nessa língua, sucedendo então "Hero" e "My All". A versão dance da música foi lançada sucessivamente, a remistura por Louie Vega teve a produção e os vocais alterados. A quarta versão, além da participação do Miguel, Carey contou com um pequeno trecho cantado em rapper por Young Jeezy. No dia 3 de julho, Carey lançou o último remix de #Beautiful, este sendo uma edição dance produzida por Sidney Samson, que já trabalhou com Rihanna e Lady Gaga.

## Recepção da crítica
"#Beautiful" recebeu bastante críticas favoráveis dos críticos de música contemporânea. De acordo com Jessica Sager do PopCrush "a cantora de volta a sua melhor forma, pronta para a rádio pop que ainda tem o sabor de R&B que ela gosta tanto de mergulhar-se neste gênero. Com sua combinação de letras nervosas e um som tradicional, '#Beautiful' é apenas isso: Linda". Sager ainda premiou a canção com quatro de cinco estrelas possíveis. Bill Lamb do about.com fez comentários positivos aos cantores, escrevendo que: A lição de "#Beautiful" é que nunca deve-se achar que Mariah Carey está fora. Nos últimos anos suas fortunas comerciais como cantora parecia estar sofrendo um pouco, e no outono passado "Triumphant (Get 'Em)" foi um grande tropeço. No entanto, com este single ela é novamente uma das vocalistas mais interessantes da música pop. Principais felicitações para colaborador Miguel, que é sem dúvida o jovem mais talentoso e importante no R&B hoje". Lamb ainda comentou que a canção "não é apenas um retorno da Mariah Carey, mas também uma gravação emocionante. Uma vez que a percussão entra em ação atrás do primeiro verso de Miguel, não é um som retrô quente como se a canção fosse gravada em um estúdio clássico pop dos anos 60. No entanto, a clareza digital dá um eletrizante "você está ali" sensação 'bonita'". Ele ainda concedeu-lhe cinco de cinco estrelas possíveis. Robert Copsey do Digital Spy comentou que o recente single tem um ritmo midtempo e um assentimento ao seu famoso registro de apito, temos o prazer de informar que ela cumpriu a maioria das acusações. Na verdade, o único pedido que ela ignorou foi evitar seu recente hábito de convidados em excessos nas suas canções, que neste caso é o Miguel. Copsey ainda deu a canção quatro estrelas em uma escala que vai até cinco.
Aisha Harris da revista Slate chamou o título da faixa de "horrível", porque se inicia como uma hashtag, mas que no entanto, é uma canção maravilhosamente fácil de ouvir, com as vozes da dupla se misturando suavemente, acompanhadas por uma produção exuberante. É uma partida interessante para Carey, cujas gravações ao longo dos últimos 15 anos ou mais têm desviado em direção a um som de R&B mais moderno. A produção é puro pop, e soa muito bem. James Shotwell do Under the Gun Review escreveu sobre a faixa: "#Beautiful" é introuzida pelo trabalho de guitarra e um forte conjunto amaroso com Miguel detalhando a beleza da cantora. A instrumentação traz a mente o trabalho de Bruno Mars, com a influência de soul na década de 70 correndo solta por toda parte, mas não há como negar que essa música é totalmente 'Mariah' quando sua voz assinatura está claramente nítida. Ela parece tão perfeita como sempre, embora seu uso de camadas vocais fica um pouco fora de mão — ela [a música] certamente estará no topo das paradas em algum momento deste ano, mas não estou certo de que esta será uma música que ganha nas rádios. Sam Lansky do Idolator escreveu que: "Primeiro, a faixa apresenta Miguel, o gato do R&B e fabricante da grande música, em segundo lugar, os vocais de Mariah estão no ponto, e terceiro lugar, bem, é apenas completamente bonita [...] Surpreendentemente, o cantor assume a liderança na parte frontal da canção, enquanto a voz de Mariah é doce e então poderosa.

## Videoclipe

### Antecedentes

Cena que demonstra o momento em que Carey esta dançando enquanto Miguel se encontra dentro do conversível olhando para ela

O videoclipe de "#Beautiful" foi dirigido por Joseph Khan, que já trabalhou com outras cantoras como Lady Gaga e Britney Spears. Foi filmado em 21 e 22 de Abril de 2013 em Los Angeles, Califórnia. O lançamento oficial foi planejado para ter estreia mundial no American Idol no dia 8 de maio de 2013, no entanto, a data de lançamento foi adiado para o dia seguinte. Ele foi disponibilizado para visualização no VEVO e YouTube imediatamente após a sua estreia na televisão. Após o término do reality show, Carey postou em sua conta no twitter: "O que você acabou de ver foi uma versão atenuada de ídolo :) meu corte original chegando ao vevo". momentaneamente!". O vídeo é simples e tem duração de 3 minutos e 22 segundos, Carey usa um short curto e um top, também usa um salto vermelho da linha de calçados francesa do designer Christian Louboutin. Pouco antes do lançamento, o diretor do videoclipe publicou em seu twitter: "O vídeo é mesmo muito simples. Não tivemos muito tempo para gravá-lo. Mas a Mariah está linda. Gosto da simplicidade". No dia 13 de maio de 2013, ela divulgou um vídeo com imagens do bastidores, e no dia 27 do mesmo mês, Carey enviou o segundo clipe da canção para sua conta no VEVO, intitulado #Beautiful (Explicit Version).

### Sinopse
O vídeo começa com Carey a andar na parte de trás da moto de Miguel, assim como ele pede na letra da canção para ela para "subir na parte traseira da sua moto". Imagens se intercalam com cenas de Carey passando as mãos pelo ar enquanto se encontra sentada na mesma moto, até que ele [Miguel] acelera através de um vale. Ela faz diversos movimentos com o corpo ao redor de um galpão de madeira, enquanto ele está no assento de um conversível vermelho. A cantora então é iluminada pelos faróis e enquanto ele não consegue tirar os olhos dela. Carey com seu apego à sua cintura, enquanto no topo do moto ela acaricia a orelha do seu namorado. A ação continua com sua dança sugestivamente para ele, vestida apenas com um mini vestido amarelo furtivo, enquanto ele fica situado atrás do banco de um doce. Nos últimos minutos, Carey gira alegremente para seu namorado até que ele pede a ela para sentar-se em seu carro.

### Recepção
Sam Lansky do Idolator comentou que "o clipe não é complicado, é basicamente uma oportunidade para Mariah olhar surpreendente, o que ela faz! Seu corpo é sexy e ela parece ter cerca da metade de sua idade em uma cultura superior" [...] Lansky ainda comentou que em temos de emoção, ele é executado perfeitamente e sugerindo que a era "#Beautiful" está se moldando para ser tudo o que a era "Triumphant" não foi: Moderna, emocionante e relevante. Lucas Villa do Examiner comentou que a gravação audiovisual é muito simples, mas a química entre os interpretes é inegável. Malachi do The Honesty Hour comentou sobre a obra que: "Carey sentiu tudo sobre si mesma para a maior parte do vídeo" e "Miguel parecia muito suave em sua engrenagem do motociclista, também. Ainda afirmou que vídeo é um ótimo complemento para o single. Jason Lipshutz da Billboard descreveu o clipe como "namorador", observando que ele apenas fornece uma plataforma diferente de Mimi para ser uma diva: "Carey gira com um vestido amarelo curto para ele [Miguel], o brilho dos faróis proporcionam um foco de luz improvisado para a cantora. James Robertson do jornal britânico Daily Mirror comentou que "a canção poderia ter sido escrita sobre bichos de pelúcia ou como fazer cimento - mesmo assim Mariah Carey ainda teria encontrado uma maneira de fazer o vídeo da música ser sexy.

## Divulgação

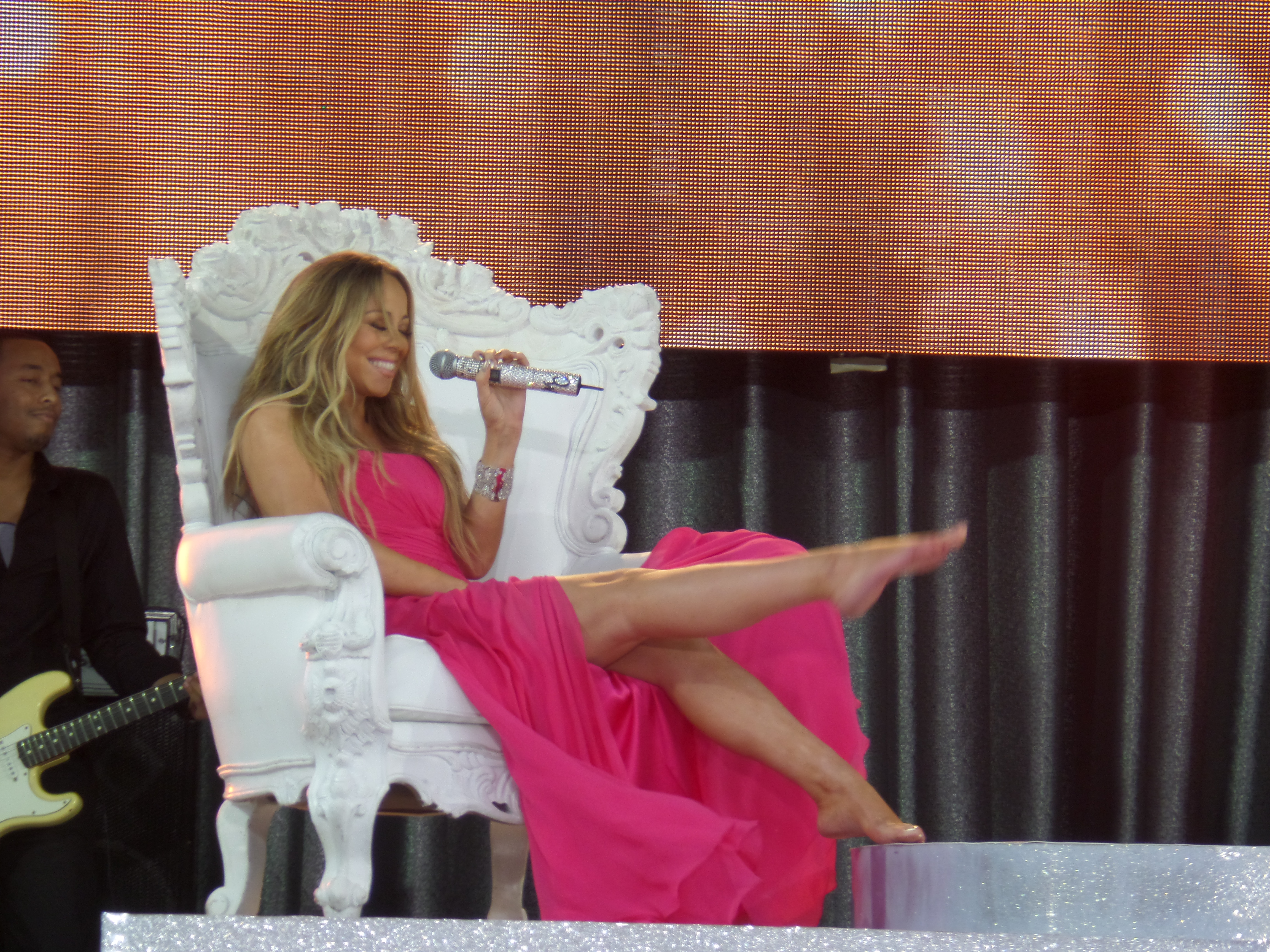
Mariah Carey durante a interpretação da canção no Good Morning America.

No dia 16 de maio de 2013, no final da '12ª Temporada do American Idol', Mariah Carey realizou um medley de seus maiores êxitos incluindo seu single de estréia "Vision of Love", entre outros como "Make It Happen", "We Belong Together", "My All", "Hero" e claro, "#Beautiful". Sobre os comentários que a cantora teria dublado, Lisa Timmons do Idolator afirmou que tinha uma boa autoridade de uma fonte credível que assistiram a atuação da Sra. Carey, que sem dúvida, foi ao vivo. Lucas Villa do website Examiner notou que "não houve teatralidade usado durante o medley, e que ela deixou a lendária voz fazer todo o trabalho". Um escritor para o site da revista People disse que "foi uma vibração e, sim, as acrobacias vocais da cantora e juíza atual do reality show foram pré-gravadas. No final de abril de 2013, o Good Morning America anunciou o seu escaldante Summer Concert Series com uma mistura emocionante e eclética de todos os nomes mais quentes da música atualmente, incluindo Mariah Carey, Demi Lovato, Carly Rae Jepsen, Alicia Keys e outros. Carey foi a escolhida para dar início aos 15 shows que aconteceram a partir do dia 24 de maio, sendo nesta data o show da cantora. Na ocasião ela interpretou "#Beautiful", desta vez com o cantor Miguel. Eles também atuaram a canção no Summer Jam 2013, onde Carey em sua entrada no palco foi recebida por aplausos estrondosos do público. Joe Lynch do Fuse TV notou que "sempre que Mariah abria a boca, Miguel imediatamente caía de joelhos, em forma de súplica à rainha. Ele pode cantar mais tempo que ela na canção, mas ele sabe muito bem quem é que domina o palco. Quando Carey está a atuar, ninguém questiona o porquê. As pessoas simplesmente limitam-se a deixar hipnotizar pelo brilho da cantora".
Mariah Carey comemorou o 237º aniversário da Independência dos Estados Unidos no dia 27 de junho de 2013 com um show que foi ao ar apenas no dia 4 do mês seguinte. Na ocasião, ela interpretou #Beautiful também com o músico Miguel. No dia 30 de junho, ela apresentou a versão remix da canção com Miguel e Young Jeezy no BET Awards 2013. Mesmo com uma fratura no braço e com algumas lesões no corpo sofridas na gravação do vídeo remix de #Beautiful, Mariah Carey subiu ao palco no concerto de caridade MLB All-Star no Central Park, e interpretou a canção.

## Desempenho comercial
Após apenas dois dias de execução nas rádios dos Estados Unidos, "#Beautiful" havia alcançado uma audiência de mais de 31 milhões de ouvintes, o que foi suficiente para que entrasse na posição de número 44 da Billboard Radio Songs, mesmo sem o auxílio de streaming e das vendas digitais. Segundo uma projeção da Billboard, a canção deverá conquistar uma venda superior a 100 mil cópias em sua estreia. Ela alcançou a trigésima nona posição na Hot R&B/Hip-Hop Songs. e na vigésima segunda na Pop Songs, com esse feito, Carey soma 30 entradas nessa parada e está empatada com Britney Spears e atrás apenas da Rihanna. Até então conseguiu a terceira e décima quinta posição, respectivamente. Na Billboard R&B Songs, "#Beautiful" estreou no número 16 na semana encerrada em 18 de maio de 2013, e subiu para o número dois na semana seguinte, atrás apenas de Justin Timberlake e Jay-Z com a música "Suit & Tie". Sua estreia na Billboard Hot 100 demarcou a vigésima quarta posição, vendendo cerca de 114 mil exemplares. Na semana seguinte, a canção subiu 4 posições ficando então no número 20, vendendo um total de 97 mil cópias, o maior pico até então é o número 15. No Canadá, o tema entrou na Canadian Hot 100 na quinquagésima posição, de acordo com a publicação de 25 de maio de 2013. e conquistou mais tarde a posição 27.
Na Bélgica, a obra fez a sua estreia na na região Flanders na octagésima nona colocação, segundo a publicação de 8 de abril de 2013 pela Ultratop; na região Valônia a faixa alcançou o pico de número 44. Na Europa, a canção fez sua estreia na Irlanda na octagésima sexta posição. Nos Países Baixos a música em sua semana de estreia conseguiu a colocação de número 68. No Reino Unido, a obra conquistou a posição 39 na UK Singles Chart na primeira semana, e na segunda subiu para a posição de número 27, o maior pico até agora é o 22º lugar. Já na parada UK R&B Chart fez sua estreia na nona colocação, e na semana seguinte subiu para o número 4. Na Coreia do Sul, o tema conquistou a terceira posição na Gaon International Singles Chart, conseguindo uma estreia melhor que "Almost Home", que conseguiu o número 5. Na Dinamarca a música apareceu na posição de número 19. Na Espanha, a canção apareceu em sua primeira semana na parada publicada pela PROMUSICAE na colocação de número 22. Na Austrália, o single conquistou a vigésima sexta colocação, enquanto na Nova Zelândia conseguiu o décimo lugar.
A canção conquistou a posição 77 no Japan Hot 100. A canção devido as execuções na rádio do Brasil, ocupou o 57.º lugar na publicação da resista que aconteceu no mês de maio. Na parada oficial da França o single conquistou o número 41, já na República Checa apareceu no número 65. Na segunda semana de junho o compacto foi cerificado como disco de ouro na Austrália por vendas superiores a 35 mil cópias, de acordo com a Australian Recording Industry Association (ARIA). Também conseguiu o mesmo feito nos Estados Unidos, onde recebeu o certificado por mais de 500 mil exemplares da Recording Industry Association of America (RIAA).
| País – Parada musical (2013)                      | Melhor posição |
| ------------------------------------------------- | -------------- |
| África do Sul – Mediaguide                        | 9              |
| Austrália – Australian Singles Chart (ARIA)       | 6              |
| Austrália – Australian Urban Singles Chart (ARIA) | 1              |
| Bélgica – 50 Urban (Flandres)                     | 23             |
| Bélgica – Ultratip 100 (Flandres)                 | 69             |
| Bélgica – Ultratip 50 (Valônia)                   | 23             |
| Brasil - Billboard Brasil Hot 100 Airplay         | 42             |
| Canadá - Canadian Hot 100                         | 27             |
| Coreia do Sul - Gaon International Singles Chart  | 3              |
| Croácia - Croatian Airplay Radio Chart            | 6              |
| Dinamarca - Tracklisten                           | 10             |
| Espanha – Top 50 Canciones                        | 22             |
| Estados Unidos – Billboard Hot 100                | 15             |
| Estados Unidos – Billboard Pop Songs              | 15             |
| Estados Unidos – Billboard Radio Songs            | 28             |
| Estados Unidos – Billboard Hot R&B/Hip-Hop Songs  | 4              |
| Estados Unidos – Billboard R&B Songs              | 1              |
| França – French Singles Chart                     | 41             |
| Filipinas - MYX                                   | 16             |
| Irlanda – Irish Singles Chart                     | 86             |
| Japão – Japan Hot 100                             | 77             |
| Nova Zelândia – NZ Top 40 Singles Chart           | 10             |
| Países Baixos – Dutch Singles Chart               | 68             |
| Reino Unido – UK Singles Chart                    | 22             |
| Reino Unido – UK R&B Singles Chart                | 4              |
| Chéquia - IFPI Česká Republika                    | 65             |

| País           | Associação | Certificação | Vendas     |
| -------------- | ---------- | ------------ | ---------- |
| Austrália      | ARIA       | Platina      | 70.000+    |
| Dinamarca      | IFPI       | Ouro         | 15.000+    |
| Estados Unidos | RIAA       | 2× Platina   | 2.000.000+ |
| Nova Zelândia  | RIANZ      | Ouro         | 7.500+     |
| Reino Unido    | BPI        | Prata        | 200.000+   |

## Histórico de lançamento
"#Beautiful" foi lançada inicialmente no iTunes dos Estados Unidos, e logo foi disponibilizada no resto do mundo. Mariah Carey para divulgar a canção visitou algumas rádios americanas para participar integralmente no lançamento, foi lançada em diversas estações de rádio como por exemplo na mainstream e rhythmic.
| País           | Data              | Formato          | Gravadora      |
| -------------- | ----------------- | ---------------- | -------------- |
| Austrália      | 6 de maio de 2013 | Download digital | Island Records |
| Brasil         | 6 de maio de 2013 | Download digital | Island Records |
| Bélgica        | 6 de maio de 2013 | Download digital | Island Records |
| Dinamarca      | 6 de maio de 2013 | Download digital | Island Records |
| Estados Unidos | 6 de maio de 2013 | Download digital | Island Records |
| Finlândia      | 6 de maio de 2013 | Download digital | Island Records |
| França         | 6 de maio de 2013 | Download digital | Island Records |
| Itália         | 6 de maio de 2013 | Download digital | Island Records |
| Espanha        | 6 de maio de 2013 | Download digital | Island Records |
| Irlanda        | 6 de maio de 2013 | Download digital | Island Records |
| Reino Unido    | 6 de maio de 2013 | Download digital | Island Records |
| Estados Unidos | 6 de maio de 2013 | Airplay          | Island Records |